# Proseč (okres Pelhřimov)
Obec Proseč (německy Prosetsch) se nachází v okrese Pelhřimov v Kraji Vysočina. Žije zde 69 obyvatel.

## Historie
První písemná zmínka o obci pochází z roku 1391.

## Pamětihodnosti
- Tvrz Proseč
- Boží muka

## Galerie

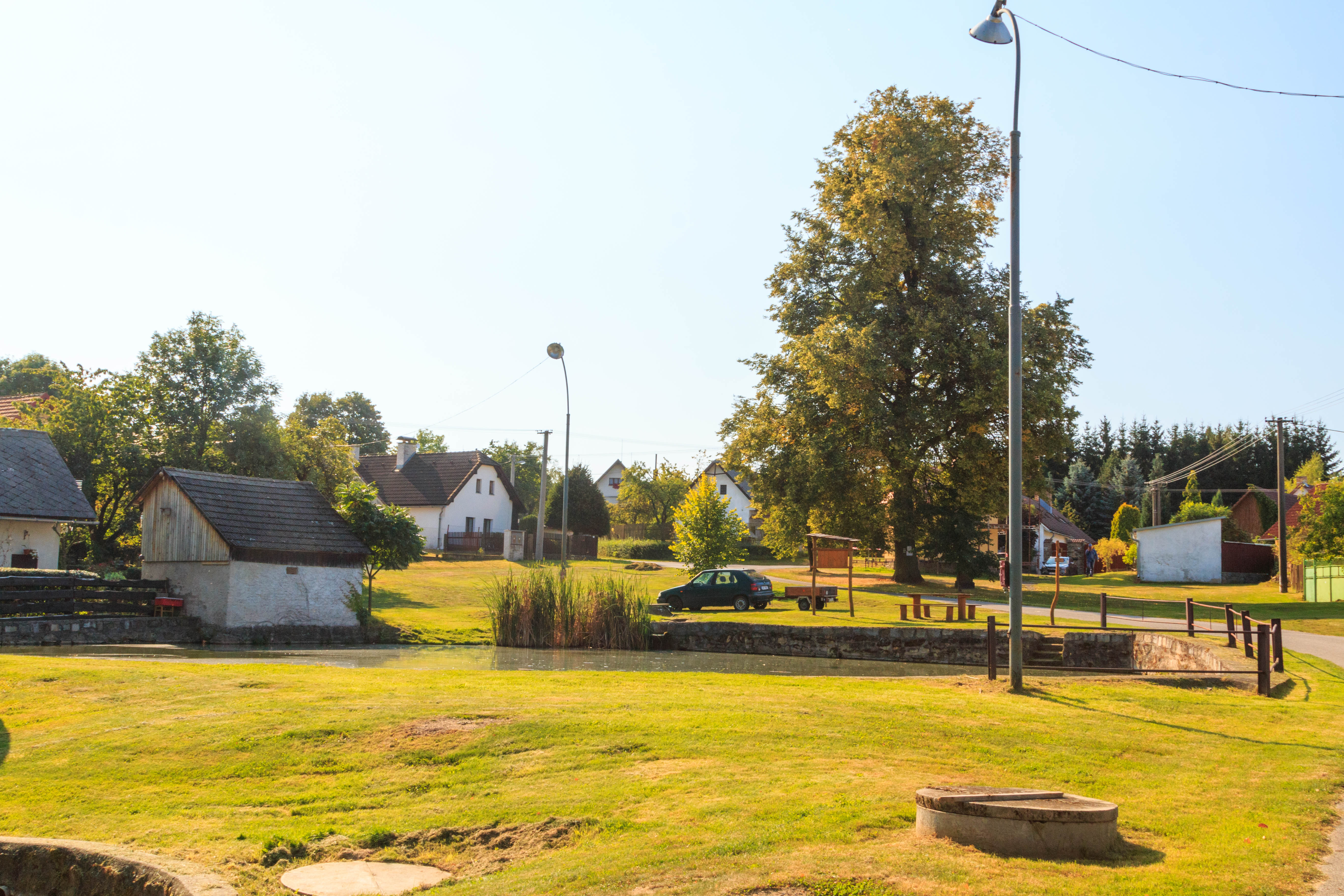
Návesní rybníček
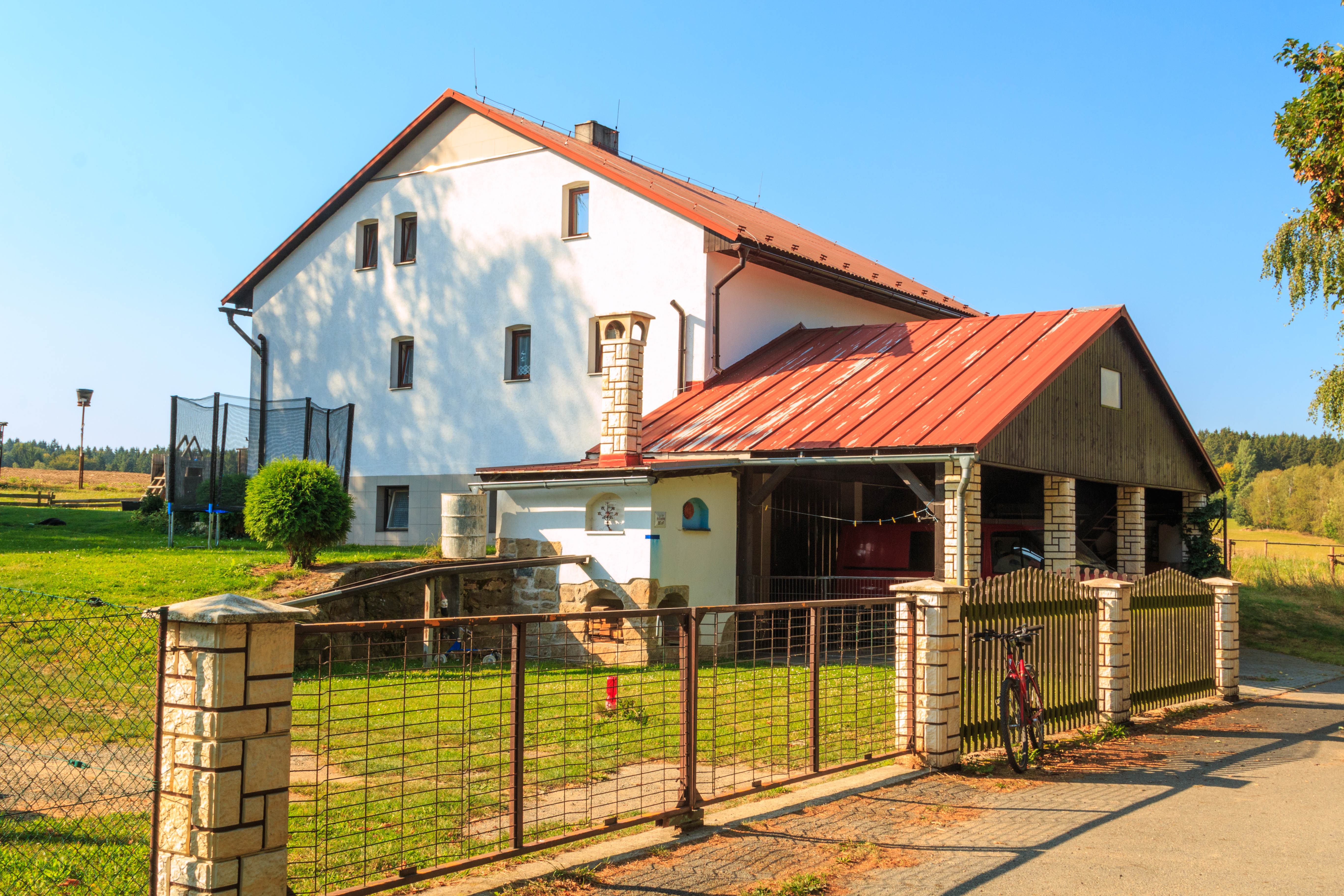
Čp. 49
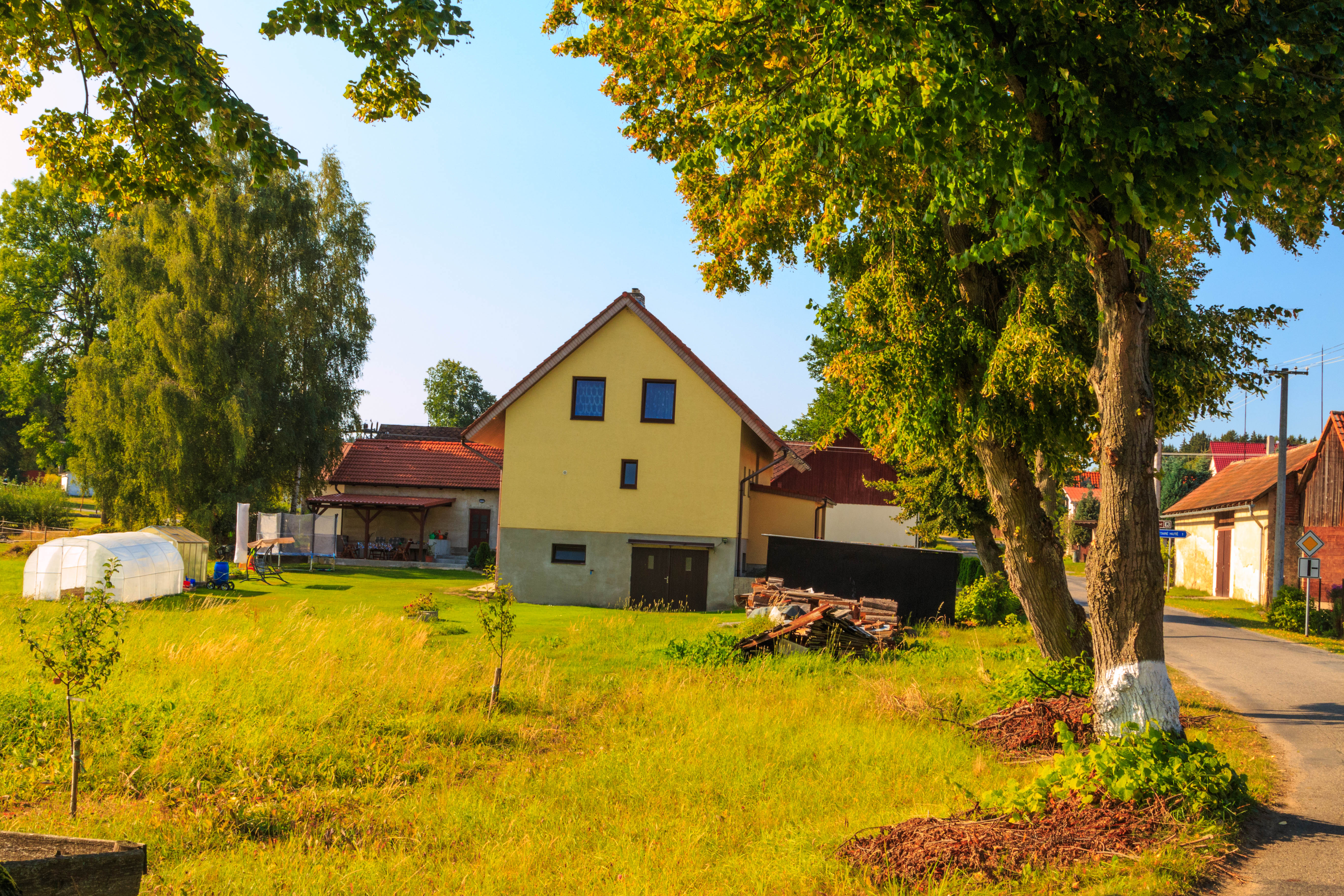
Čp. 48
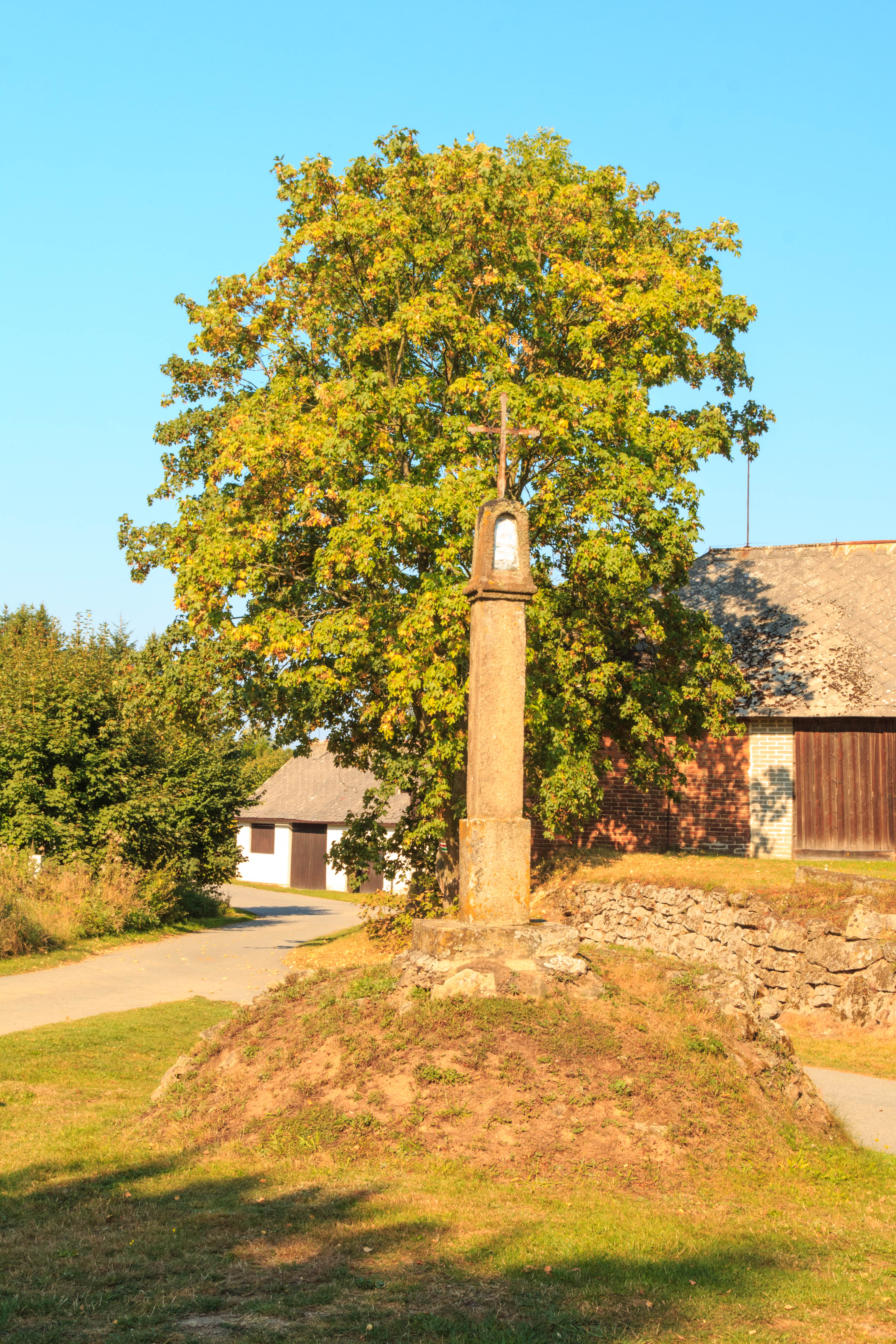
Boží muka u tvrze v Proseči